# Reserva Natural de Rahuste
A Reserva Natural de Rahuste é uma reserva natural situada na ilha de Saaremaa, no oeste da Estónia, no condado de Saare.
A reserva natural foi estabelecida para proteger a avifauna da área e está centrada nas ilhotas Ooslamaa e Kriimi. As aves que podem ser vistas na área incluem o pilrito-comum, a andorinha do ártico, entre outros. A reserva também abriga um dos prados costeiros mais bem preservados da Estónia.